# Đặng Đề (nghĩa sĩ)
Đặng Đề (1851-?) là một nho sĩ và là một nghĩa sĩ trong phong trào Cần Vương ở Bình Định, Việt Nam.

## Tiểu sử
Đặng Đề là người huyện Bình Khê (nay là huyện Tây Sơn), tỉnh Bình Định. Ông là một nho sĩ thông thạo binh thư đồ trận .
Ngày 5 tháng 7 năm 1885, sau trận quân tập kích quân Pháp thất bại, kinh thành Huế bị thất thủ. Phụ chính Tôn Thất Thuyết đưa vua Hàm Nghi lên chiến khu Tân Sở (Quảng Trị) ban dụ Cần Vương (13 tháng 7 năm 1885) kêu gọi toàn dân chống quân ngoại xâm.
Khi ấy, nguyên Tổng đốc Đào Doãn Địch về ngay Bình Định truyền hịch Cần Vương, Đặng Đề liền đến tham gia dưới cờ của Đề đốc Tăng Doãn Văn ở Bắc Bình Định.
Nhưng không lâu sau (tháng 9 năm 1885), Đào chủ tướng lâm bệnh qua đời, quyền chỉ huy của ông được giao lại cho tân cử nhân Mai Xuân Thưởng. Để tăng sức chiến đấu, Tăng Doãn Văn cùng Mai Xuân Thưởng hợp nhất lực lượng.
Cuối năm đó, Đặng Đề đang đóng quân ở thôn Cẩm Vân, thì quân triều do Tuần phủ Bình Định chỉ huy hiệp cùng quân Pháp rầm rộ tiến vào thôn để đàn áp nghĩa quân Cần Vương. Hai bên đã đụng độ ác liệt. Mặc dù chỉ với súng kíp và giáo mác, cuối cùng nghĩa quân cũng đã đánh đuổi được.
Ít lâu sau, khi Đặng Đề đang đóng quân ở thôn Thủ Thiện, thì kỵ binh và bộ binh của đối phương lại ào ạt tiến công. Lần này nhờ hào lũy vững chắc và giỏi mai phục, nên nghĩa quân không những chống ngăn được mà còn gây cho họ nhiều thiệt hại.
Tháng 10 năm 1885, được Soái phủ Sài Gòn cho pháo thuyền và bộ binh đến hỗ trợ (trong đó có cả lực lượng của Trần Bá Lộc từ Nam ra), Nghĩa Định Tiễu phủ sứ Nguyễn Thân tiến quân vào đóng bên bờ sông Lại Giang. Đặng Đề cùng Bùi Điền liền phối hợp với quân của Tăng Bạt Hổ đánh đồn Lại Giang, nhưng thất bại.
Thừa thắng, liên quân Nguyễn Thân-Trần Bá Lộc tiến đánh chiếm căn cứ Chóp Chài. Nghĩa quân đánh trả dữ dội. Nhưng trước thế mạnh của đối phương, Đặng Đề và Bùi Điền đành phải rút quân về Phú Phong, hợp lực cùng Mai Nguyên soái chuẩn bị kế hoạch chống cự lại.
Tuy nhiên, đến tháng 2 năm 1887, thì liên quân Nguyễn Thân-Trần Bá Lộc đã làm chủ được cả vùng đất phía Nam sông Côn. Trong một trận đánh quyết tử của nghĩa quân ở Phú Phong, Bùi Điền bị bắt, và liền sau đó là Mai Xuân Thưởng.
Trong cơn binh lửa khốc liệt, không rõ số phận của Đặng Đề ra sao.

## Thơ Đặng Đề
Sinh thời Đặng Đề có làm thơ để tỏ chí. Hiện nay chỉ mới tìm thấy mấy bài thơ ngắn bằng chữ Hán biên trong phần phụ lục Vân Sơn thi tập của danh sĩ Nguyễn Trọng Trì. Trích:
Làm sau chiến thắng ở Cẩm Vân (dịch):
Trận đánh Cẩm Văn giết giặc Tây
Chiến tích lưu truyền mãi từ đây.
Xung phong, dũng cảm anh hào kiệt,
Quyết chém đầu thù rửa nhục này.
Làm sau chiến thắng ở Thủ Thiện (dịch):
Trống trận vang rền Thủ Thiện thôn
Nghĩa binh dũng mãnh múa đao thương
Quân Tây ngã ngựa tan thân xác
Máu giặc chảy dài khắp cả đường.